# Exechia simplex
Exechia simplex är en tvåvingeart som först beskrevs av Enrico Adelelmo Brunetti 1912.  Exechia simplex ingår i släktet Exechia och familjen svampmyggor. Inga underarter finns listade i Catalogue of Life.